# Lennart Rönnberg
Mayor General Erik Lennart Rönnberg (21 de noviembre de 1938 – 25 de diciembre de 2022) fue un oficial del Ejército Sueco. Sus mandos superiores incluyen puestos como Jefe del Estado Mayor del Ejército y del Cuerpo del Estado Mayor General (1990–1994) y Jefe del Estado Mayor del Distrito Militar Medio (1994–1995).

## Vida
Rönnberg nació el 21 de noviembre de 1938 en la Parroquia de Fjällsjö, Municipio de Strömsund, Suecia, hijo de Albin Rönnberg y su esposa Hilda (nacida Viklund). Rönnberg se convirtió en candidato a oficial en el Regimiento de Västernorrland el 28 de agosto de 1960 y se graduó de la Academia Militar Karlberg en 1961.

## Carrera
Rönnberg fue comisionado como oficial con el rango de teniente segundo y asignado al Regimiento de Västernorrland el 1 de septiembre de 1961. Participó en operaciones de la ONU en la Franja de Gaza con la Fuerza de Emergencia de las Naciones Unidas (UNEF) en 1962 y en Chipre con la Fuerza de las Naciones Unidas para el Mantenimiento de la Paz en Chipre (UNFICYP) en 1964. Rönnberg fue promovido a teniente el 1 de septiembre de 1963 y a capitán el 1 de septiembre de 1969. Rönnberg asistió al Colegio de Estado Mayor de las Fuerzas Armadas Suecas en 1971 y fue promovido a mayor el 1 de octubre de 1972. Sirvió como jefe de oficina en el Departamento de Educación del Estado Mayor del Ejército de 1973 a 1976.
Rönnberg asistió al Colegio de Estado Mayor del Ejército Británico en 1976 y fue promovido a teniente coronel el 1 de octubre de 1977. Sirvió como jefe de departamento en el estado mayor del Distrito Militar del Sur de 1976 a 1978 y como jefe del Departamento de Planificación en el Estado Mayor del Ejército de 1978 a 1981. Rönnberg asistió al Colegio de Defensa Nacional de Suecia en 1981 y sirvió como comandante de batallón en el Regimiento de Västernorrland de 1981 a 1983. Fue promovido a coronel y nombrado comandante de regimiento del Regimiento de Västernorrland el 1 de octubre de 1982. El 1 de abril de 1987, Rönnberg fue promovido a coronel mayor y nombrado inspector de distrito militar y jefe de la Sección de Educación y Personal en el estado mayor del Distrito Militar del Bajo Norrland. El 1 de abril de 1990, Rönnberg fue promovido a mayor general y asumió el puesto de último Jefe del Estado Mayor del Ejército y del Cuerpo del Estado Mayor General. El 1 de julio de 1994, Rönnberg asumió el puesto de Jefe de Estado Mayor del Distrito Militar Medio.
Rönnberg luego sirvió como jefe de la Delegación Sueca ante la Comisión Supervisora de Naciones Neutrales (NNSC) del 1 de enero de 1997 a febrero de 1998. Rönnberg estuvo a disposición del Comando del Jefe del Ejército desde 1998. Rönnberg se retiró en 1999.

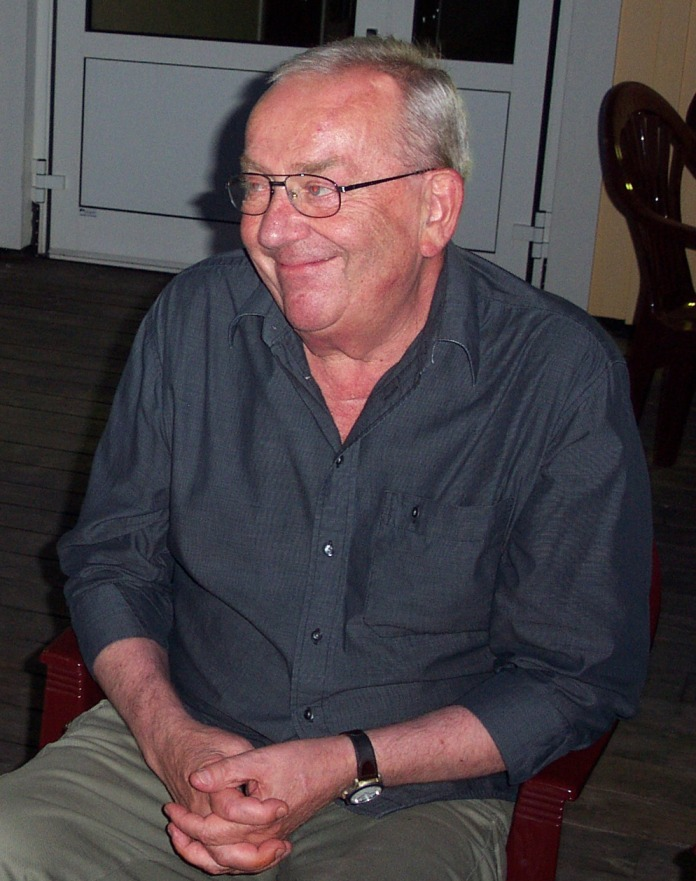
Lennart Rönnberg en 2004

## Vida personal
Rönnberg estuvo casado entre 1967 y 1990 con Iréne Hellman (nacida en 1946), hija de P.K. Hellman y Lotten (nacida Valberg).

## Fallecimiento
Rönnberg falleció el 25 de diciembre de 2022 en sv en el Municipio de Sundbyberg, Suecia. El servicio funerario se llevó a cabo el 19 de enero de 2023 en la Iglesia de Sundbyberg.

## Premios y condecoraciones
- Medalla de la Fuerza de Emergencia de las Naciones Unidas (UNEF)[13]
- Medalla de las Naciones Unidas (Fuerza de las Naciones Unidas para el Mantenimiento de la Paz en Chipre)[13]

## Fechas de rango
- 1961 – Segundo teniente
- 1963 – Teniente
- 1969 – Capitán
- 1972 – Mayor
- 1977 – Teniente coronel
- 1982 – Coronel
- 1987 – Coronel mayor
- 1990 – Mayor general